# Płaskolepkowate
Płaskolepkowate (Platygloeaceae Racib.) – rodzina grzybów z rzędu płaskolepkowców (Platygloeales).

## Systematyka
Rodzinę tę do taksonomii grzybów wprowadził polski botanik Marian Raciborski w 1909 r. Należą do niej rodzaje:
- Achroomyces Bonord. 1851
- Calacogloea Oberw. & Bandoni 1991 – płaskolepnica
- Glomerogloea Doweld 2013
- Glomopsis D.M. Hend. 1961
- Insolibasidium Oberw. & Bandoni 1984
- Platygloea J. Schröt. 1887 – płaskolepek

Synonimy naukowe: Platygloeaceae Doweld 2014. 
Polskie nazwy na podstawie pracy Władysława Wojewody z 2003 r.